# Maison de verre

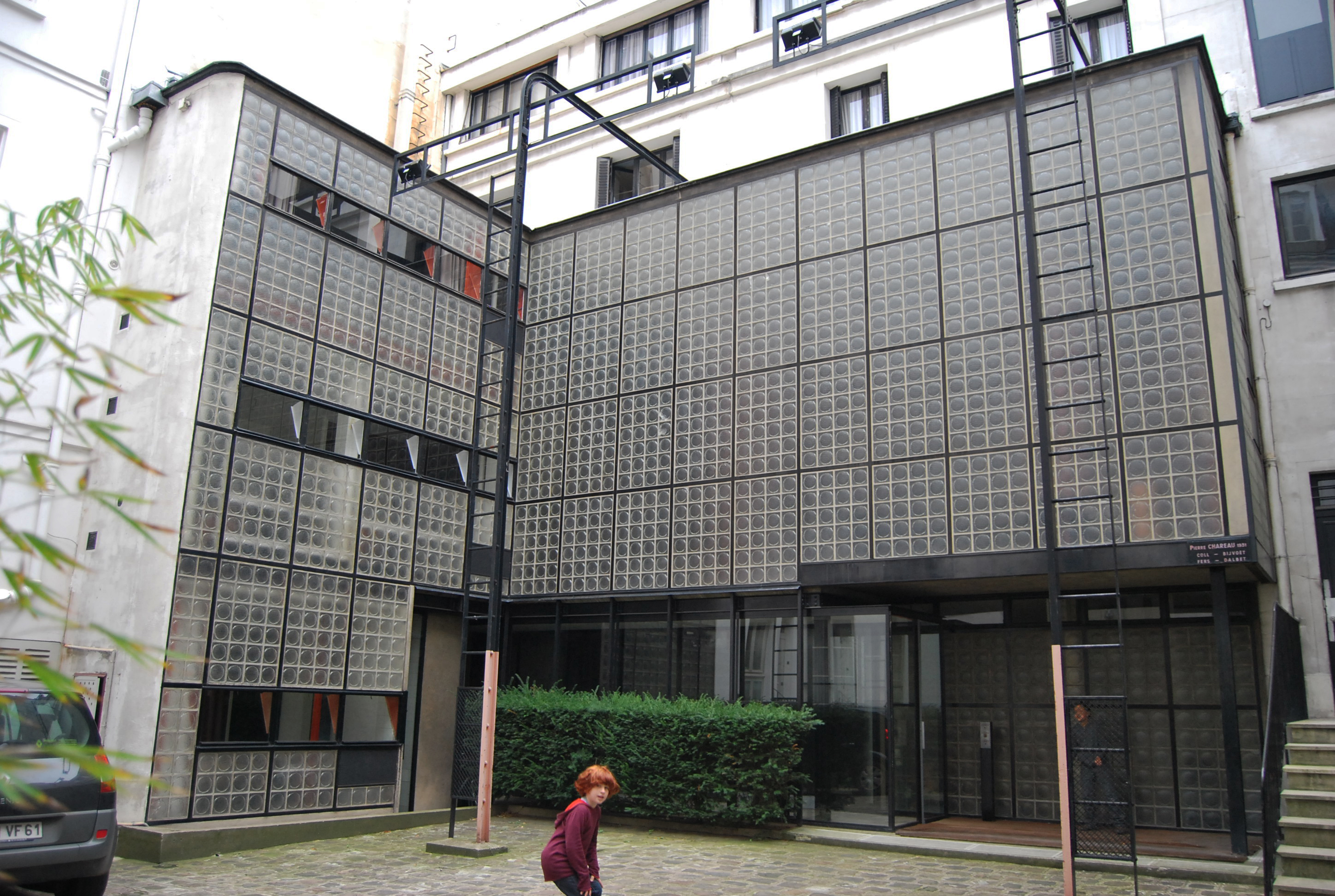
Maison de Verre in Paris

Das Maison de Verre (franz.: Glashaus) ist ein Wohnhaus in Paris. Es liegt im 7. Arrondissement, Nr. 31, Rue Saint-Guillaume. Das dreigeschossige Stadthaus als Praxis und Wohnhaus für den Gynäkologen Jean Dalsace wurde von Pierre Chareau in Zusammenarbeit mit dem niederländischen Architekten Bernard Bijvoet und dem Kunstschmied Louis Dalbet geplant. Es wurde von 1928 bis 1931 erbaut.
Seit 2005 ist die Maison de verre im Besitz des US-amerikanischen Geschäftsmanns Robert M. Rubin, der von Zeit zu Zeit eine Besichtigung des Hauses zulässt.